# 데일리 뉴스 빌딩
데일리 뉴스 빌딩(Daily News Building) 또는 뉴스 빌딩(News Building)은 미국 뉴욕시 맨해튼의 이스트 미드타운 인근 220 이스트 42번가에 있는 마천루이다. 레이몬드 후드와 존 미드 하우웰스가 아르데코 양식으로 설계하여 1930년에 완공된 원래 타워는 당시 42번가에 건설된 여러 주요 개발 건물 중 하나였다. 해리슨 & 아브라모비츠가 설계한 유사한 양식의 증축 건물은 1960년에 완공되었다. 처음 개장했을 때 건물은 엇갈린 평가를 받았고 "실용적인 디자인"을 가지고 있다고 묘사되었다. 데일리 뉴스 빌딩은 미국 국립역사기념물이며, 외관과 로비는 뉴욕시 지정 랜드마크이다.
건물은 남쪽으로는 41번가, 동쪽으로는 세컨드 애비뉴 (맨해튼), 북쪽으로는 42번가에 접한 직사각형 부지를 차지한다. 건물은 476 피트 (145 m) 높이의 36층 타워와 41번가에 있는 14층 인쇄 공장, 42번가에 있는 18층 별관으로 구성된다. 42번가에는 회전하는 지구본이 있는 로툰다 로비로 이어지는 거대한 화강암 조각 입구가 있다. 외관은 흰색 벽돌 벽 구간으로 구분된 수직 창문 베이로 나뉘며, 다른 층의 창문 사이에는 어두운 색 스팬드럴 패널이 있다. 전체적인 형태인 매싱은 상층부에 여러 후퇴부를 포함한다.
데일리 뉴스 (뉴욕)가 1928년 2월 42번가에 부지를 매입한 후, 신문사 창립자인 조셉 메딜 패터슨은 후드와 하우웰스에게 건물을 설계하도록 의뢰했다. 건축가들은 1928년 6월 맨해튼 건물국에 설계도를 제출했고, 데일리 뉴스는 1930년 2월부터 건물로 입주하기 시작했으며, 같은 해 7월 로비가 개장했다. 신문사는 1944년 별관 계획을 제출했고, 추가 부지 매입 후 1957년부터 공사가 시작되었다. 데일리 뉴스'의 모회사인 트리뷴 미디어는 1982년 건물을 라 살 스트리트 펀드가 이끄는 유한 파트너십에 매각했다. 신문사는 다음 10년 동안 사무실 규모를 줄인 후 1995년 완전히 이전했으며, 그 공간은 다른 세입자에게 임대되었다. SL 그린은 2003년 건물을 매입했고 2021년 메리츠 대체 투자 운용에 부분 소유 지분을 매각했다.

## 부지
데일리 뉴스 빌딩은 뉴스 빌딩으로도 알려져 있으며, 미국 뉴욕시 맨해튼 이스트 미드타운 인근 220 이스트 42번가에 위치한다. 이 부지는 북쪽으로 42번가, 동쪽으로 세컨드 애비뉴 (맨해튼), 남쪽으로 41번가, 서쪽으로 캠프너 플레이스라는 사설 골목으로 둘러싸여 있다. 뉴욕 지하철의 그랜드 센트럴–42번가역 (IRT 플러싱선) (틀:NYCS Grand Central 열차), 크라이슬러 빌딩, 소코니–모빌 빌딩은 모두 서쪽으로 한 블록 떨어져 있다. 또한, 튜더 시티와 포드 재단 빌딩은 세컨드 애비뉴 건너 동쪽에 있다.

## 건축
엠포리스와 스카이스크래퍼 센터에 따르면, 이 건물은 약 476 피트 (145 m) 높이에 36층이다. 건물의 원래 부분은 레이몬드 후드와 존 미드 하우웰스가 데일리 뉴스 (뉴욕)의 본사로 설계했다. 시카고의 트리뷴 타워와 맨해튼의 아메리칸 래디에이터 빌딩에 대한 후드의 이전 설계와는 달리, 둘 다 고딕 건축 장식을 가지고 있었지만, 원래 구조는 아르데코 건축 양식으로 설계되었고 고딕 장식이 없다. 후드는 "뉴스 빌딩이 다른 건물보다 못생겼다고 느끼지는 않는다"고 말하면서도 미학보다는 데일리 뉴스'의 실용적인 필요에 맞춰 건물을 설계했다. 후드에 따르면, 소유자와 건축가 모두 "효과적인 외관을 얻는 가장 단순하고 직접적인 방법"은 다채로운 특징을 통합하는 것이라고 동의했다. 해리슨 & 아브라모비츠는 별관을 설계했으며 이는 1960년에 완공되었다.

### 형태

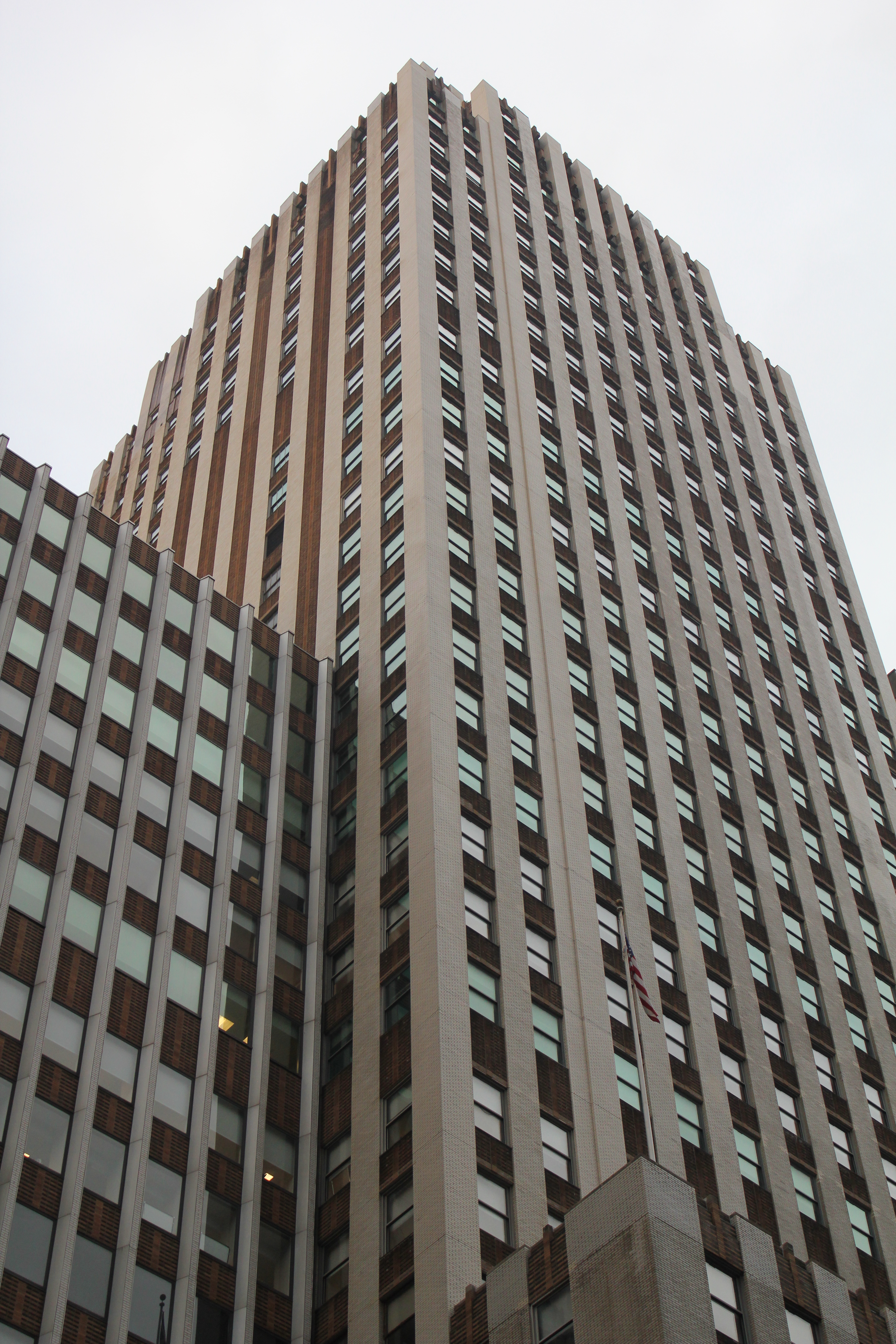
42번가에서 남서쪽을 바라본 원래 타워 (오른쪽)와 북동쪽 별관 (왼쪽)

건물은 세 부분으로 구성된다. 두 개의 원래 부분은 L자형 구조를 이루며 41번가와 42번가를 모두 마주보는 36층 타워와 41번가에 인쇄 공장이 있다. 이 섹션들은 42번가에 90 피트 (27 m)의 전면부와 41번가에 300 피트 (91 m)의 전면부를 합쳐서 가진다. 부지의 북동쪽 부분, 42번가와 세컨드 애비뉴 모퉁이에는 해리슨 & 아브라모비츠의 18층 별관이 있다.
원래 구조의 매싱 또는 일반적인 형태는 모든 면에 여러 후퇴부를 가지며 이는 1916년 구역 설정 결의안의 요구 사항에 영향을 받았다. 42번가를 따라 타워의 북쪽 입면은 9층에 하나의 큰 후퇴부가 있다. 남쪽 입면은 7층과 13층에 작은 후퇴부가 있으며, 27층과 지붕의 기계식 펜트하우스 바로 아래에 더 큰 후퇴부가 있다. 북쪽과 남쪽 입면의 후퇴부는 서쪽에서 볼 때 지그재그 효과를 만들어낸다. 이러한 후퇴부는 동쪽 입면에서도 볼 수 있는데, 가장 북쪽의 7개 베이가 33층까지 약간 돌출되어 있다. 인쇄 공장은 원래 9층 높이였다. 1950년대 후반에 추가된 5개 층은 원래 공장보다 뒤로 물러나 있다.

### 파사드

#### 타워
창문은 4.75 피트 (1.4 m) 너비의 베이로 수직 배열되어 있으며, 각 층마다 9 피트 (2.7 m) 간격으로 창문이 하나씩 있어 균일한 채광 또는 창문 배치를 이룬다. 후드는 창문을 수직으로 배열하여 내부 사무실을 더 유연하게 배치할 수 있도록 했다고 주장했지만, 다른 관찰자들은 창문을 수평으로 배열할 수도 있었다고 말했다. 각 층의 창문은 검은색과 붉은 갈색 벽돌로 된 스팬드럴 패널로 수평으로 분리되어 있다. 하층부의 스팬드럴 패널은 기하학적 패턴을 포함하는 반면, 상층부의 패널은 더 단순한 수평 막대를 묘사한다. 각 베이 사이에는 흰색 벽돌 교각, 즉 수직 벽대가 있으며, 이는 뉴욕 타임스에 의해 "높은 신문 더미"에 비유되었다. 이 교각은 데일리 뉴스 발행인 조셉 메딜 패터슨이 살았던 84번가 동부 3번지 건물에 후드가 설계한 것과 유사하다. 각 후퇴부 바로 아래의 스팬드럴 패널은 미니어처 후퇴부로 장식되어 있으며, 교각의 상단은 갑자기 끝난다.

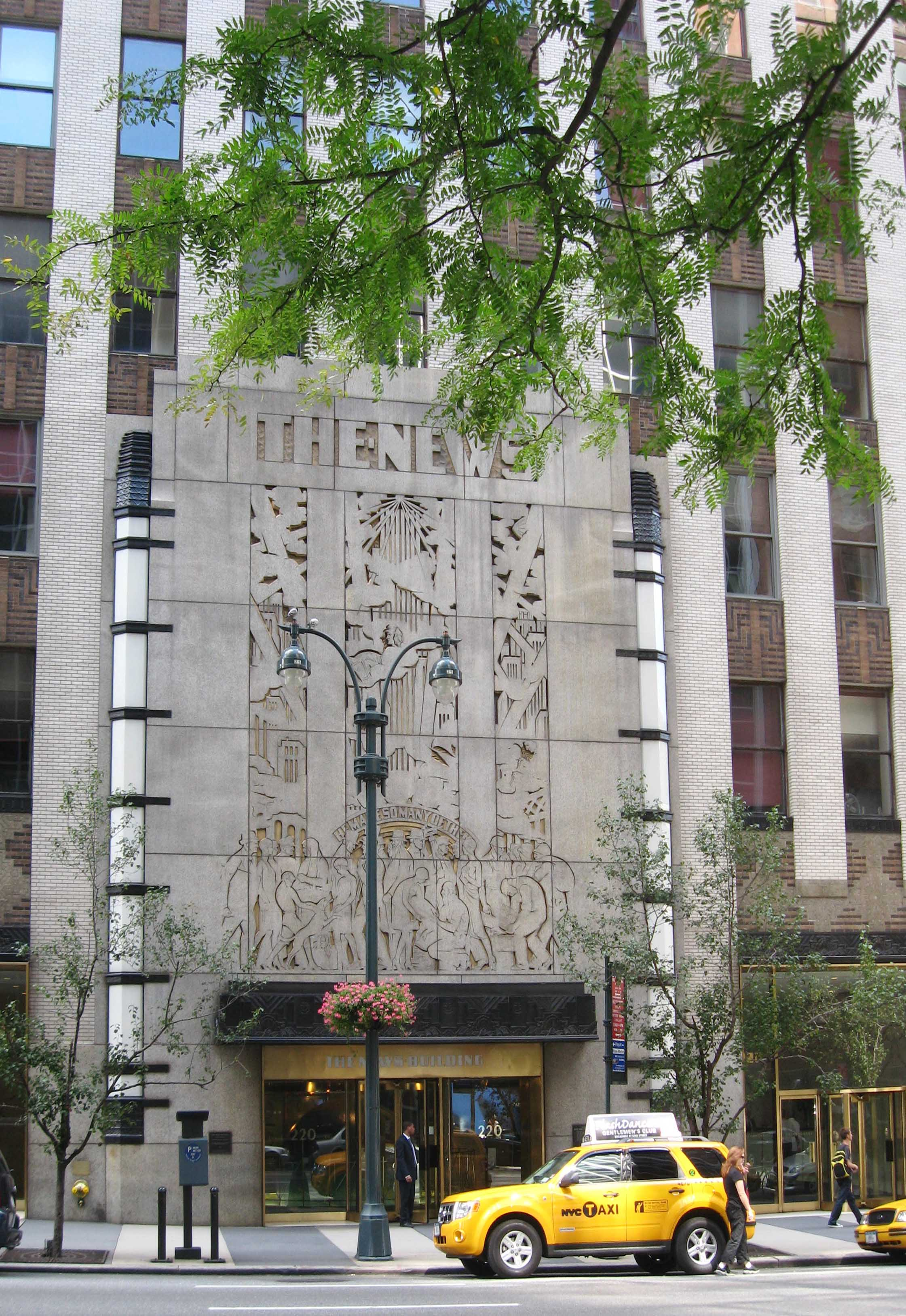
2008년 후드가 디자인한 부조가 있는 정문

후드는 입구와 로비 디자인에 15만 달러의 예산이 주어졌기 때문에 "작은 건축적 폭발"을 추가하기로 결정했다. 42번가 타워 기지에 있는 화강암으로 덮인 주 입구는 3층 높이에 5개의 베이로 이루어져 있다. 입구 위에는 "The News"라는 문구가 새겨져 있고, 그 아래에는 후드가 디자인한 큰 부조가 있다. 이 부조에는 사람들의 조각과 "He Made So Many of Them"이라는 문구가 새겨져 있다. 후자의 인용문은 에이브러햄 링컨에게 귀속되었으며, 데일리 뉴스가 의도한 "보통 사람들"을 언급한다. "He"라는 단어 바로 아래의 인물은 링컨을 나타낼 수 있다. 입구는 청동 장식과 수평 청동 띠가 있는 유리 기둥으로 둘러싸여 있다. 주 입구 양쪽에는 더 작은 상점 입구가 있으며, 위에는 흰색 벽돌로 된 수평 프리즈가 있다. 서쪽 입면에는 패터슨의 인용문인 "Home of the News"가 화강암으로 새겨져 있으며, 남쪽 입면에는 5개의 하역장이 있다.
외관의 꼭대기는 단순한 디자인으로, 지붕 위로 엘리베이터실과 기계실을 가릴 만큼 충분히 높게 뻗어 있다. 후드는 처음에는 상층부를 어떻게 디자인할지 고민했고, 한 일화에 따르면 프랭크 로이드 라이트가 후드에게 "그냥 꼭대기를 잘라내라"고 조언했다고 한다. 라이트는 후드의 조수 월터 킬햄의 항의를 받은 후 자신의 제안을 철회했다고 전해진다. 건축가 케네스 매켄지 머치슨에 따르면, 후드는 사람들이 건물에 첨탑이 없다고 불평하자 지붕에 양철통이 달린 삼각대를 설치했다고 한다.

#### 기타 부분
41번가에 있는 원래 인쇄 공장은 타워와 유사한 스타일이지만, 베이가 세 개씩 묶여 있다. 각 묶음은 넓은 흰색 벽돌 교각으로 구분되며, 각 묶음의 창문은 더 좁은 교각으로 세분된다. 41번가와 세컨드 애비뉴 외벽 모두에 1층 위에는 도색된 프리즈가 있으며, 41번가를 따라 6개의 하역장이 있다.
별관은 원래 외관과 유사한 디자인을 가지고 있지만, 별관의 창문은 더 크다. 원래 건물과 마찬가지로, 수직 베이는 각 층마다 하나의 창문을 포함하며, 다른 층 사이에는 밝고 어두운 붉은 벽돌의 스팬드럴이 있다. 그러나 각 베이 사이의 교각은 알루미늄 피복으로 약간 돌출된 흰색 벽돌 교각을 가지고 있다. 인쇄 공장 증축 부분의 외관도 동일한 방식으로 설계되었다.

### 내부
데일리 뉴스는 타워와 인쇄 공장의 하부로 구성된 원래 구조의 연면적이 663,000 제곱피트 (61,600 m2)라고 밝히고 있다. 별관은 270,000 제곱피트 (25,000 m2)를 차지하고, 인쇄 공장 증축 부분은 76,000 피트 (23,000 m)를 차지하여, 건물의 총 연면적은 1,009,700 제곱피트 (93,800 m2)이다.

#### 로비

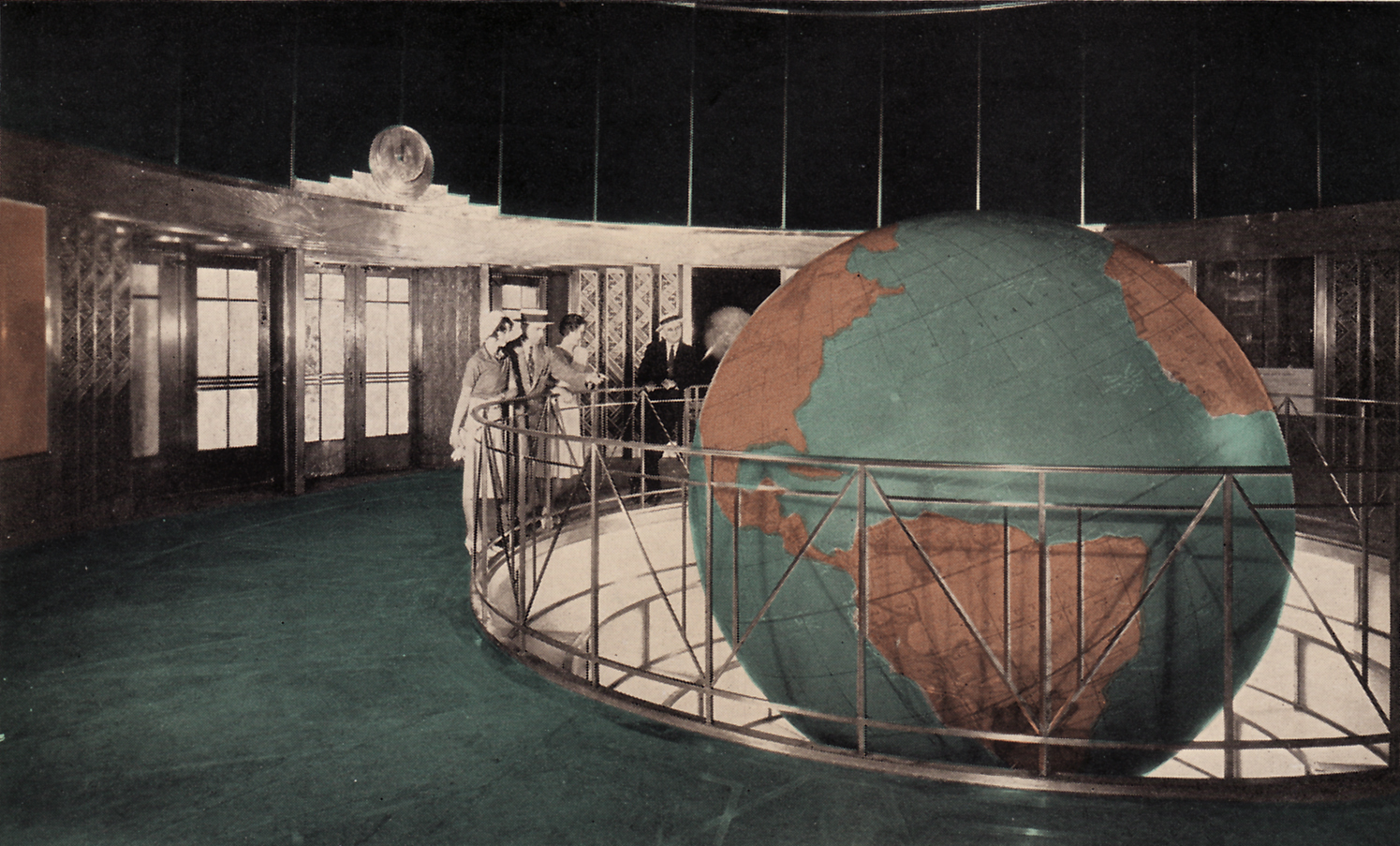
데일리 뉴스 빌딩 로비, c. 1941년경

42번가 입구는 로비의 로툰다로 연결되며, 이곳에는 검은색 유리로 된 깎인 돔형 천장이 있다. 천장은 로툰다 서쪽과 동쪽에 각각 두 개의 촘촘히 배열된 대리석 교각으로 지지된다. 아래 계단식 구덩이에는 지구의가 회전하고 있으며 다니엘 푸트넘 브린리가 그렸다. 데일리 뉴스에서 교육 전시로 구상된 이 지구본은 직경 12 피트 (3.7 m)이며 3,000개 이상의 지리적 특징을 포함한다. 구덩이 자체는 통속과학 비문을 포함하며 로비 바닥에 6 피트 (1.8 m) 깊이로 파여 있다. 로비의 나머지 부분에는 테라초와 청동으로 된 나침도가 있으며, 건물에서 세계 도시와 그 거리를 나타내는 청동 비문이 있다. 로툰다 주변에는 원래 차트와 지도가 있는 18개의 유리 진열장이 있었으며, 진열장에는 미국 국립기상청 기상학자 제임스 H. 스카의 기상 전시물도 있었다. 로툰다의 동쪽과 서쪽에도 상점이 있었다.
로툰다 서쪽에서 남쪽으로 엘리베이터 로비로 이어지는 복도가 있으며, 이곳에는 두 개의 엘리베이터 군이 있다. 엘리베이터 로비에는 르네 폴 샹벨란이 아르데코 양식으로 디자인한 청동 격자 및 기타 장식이 있다. 또한 엘리베이터 로비 벽에 있는 청동 명판은 주요 전쟁에서 싸운 데일리 뉴스 직원을 기념한다. 건물 개장 후, 주 로비는 관광객들에게 너무 인기가 많아서 후드는 데일리 뉴스 직원들을 위한 측면 입구를 만들었다. 1950년대 후반에는 로툰다 양쪽의 상점들이 철거되어 주 로비에 통합되었다. 바닥의 도시 이름은 수정되었고, 복도 중 하나는 세컨드 애비뉴까지 연장되었으며, 유리 진열장은 19개의 벽 패널로 교체되었다. J. 헨리 웨버는 지도, 기상 차트 및 장비, 그리고 다른 시간대의 시계를 포함하는 벽 패널을 디자인했다.
로비 디자인에 가장 큰 영향을 미친 사람에 대한 설명은 다르다. 데일리 뉴스 역사학자들은 패터슨이 로비 디자인을 제안했다고 평가했지만, 킬햄은 후드가 아이디어를 내놓았고 패터슨이 디자인에 지구본을 포함하는 것에 대해 회의적이었다고 밝혔다. 로툰다의 디자인은 브루노 타우트의 유리 파빌리온을 연상시키며, 움푹 들어간 지구본은 앵발리드에 있는 나폴레옹의 무덤에서 영감을 받았다.

#### 기타 층
데일리 뉴스가 인쇄 공장을 점유했을 때, 인쇄실과 배포 부서는 하층부에 있었고, 편집 부서는 상층부에 있었다. 1층에는 배포 부서, 우편실, 배달실이 있었다. 그 위 2층에는 릴룸이 있었고, 3층에는 76대의 인쇄기와 방문객 갤러리가 있었다. 평화 예술 박물관은 원래 4층을 점유했으며, 이 공간은 신문사 사무실의 미래 확장을 위해 예약되어 있었다. 5층은 8,440 쇼트톤 (7,540 롱톤; 7,660 t)의 종이를 저장할 수 있었고, 그 위층은 지역 광고 전용이었다. 신문사의 사진 스튜디오와 편집 부서는 7층에 있었고, 후자는 공압 튜브로 조판실과 연결되어 있었다. 또한 그 층에는 특집, 스포츠, 텔레비전 부서가 있었고, 서쪽에는 홍보 부서가 있었다. 신문사의 임원 사무실과 회계, 인사, 구매, 주식 부서는 8층에 있었다.
주 타워에는 이동식 칸막이로 분리된 사무실 로프트가 있었으며, 이 공간 중 일부는 데일리 뉴스와 그 계열사가 사용했다. 후드는 패터슨의 임원 스위트룸을 설계했지만, 상층부의 나머지 사무실은 설계하지 않았다.

## 역사

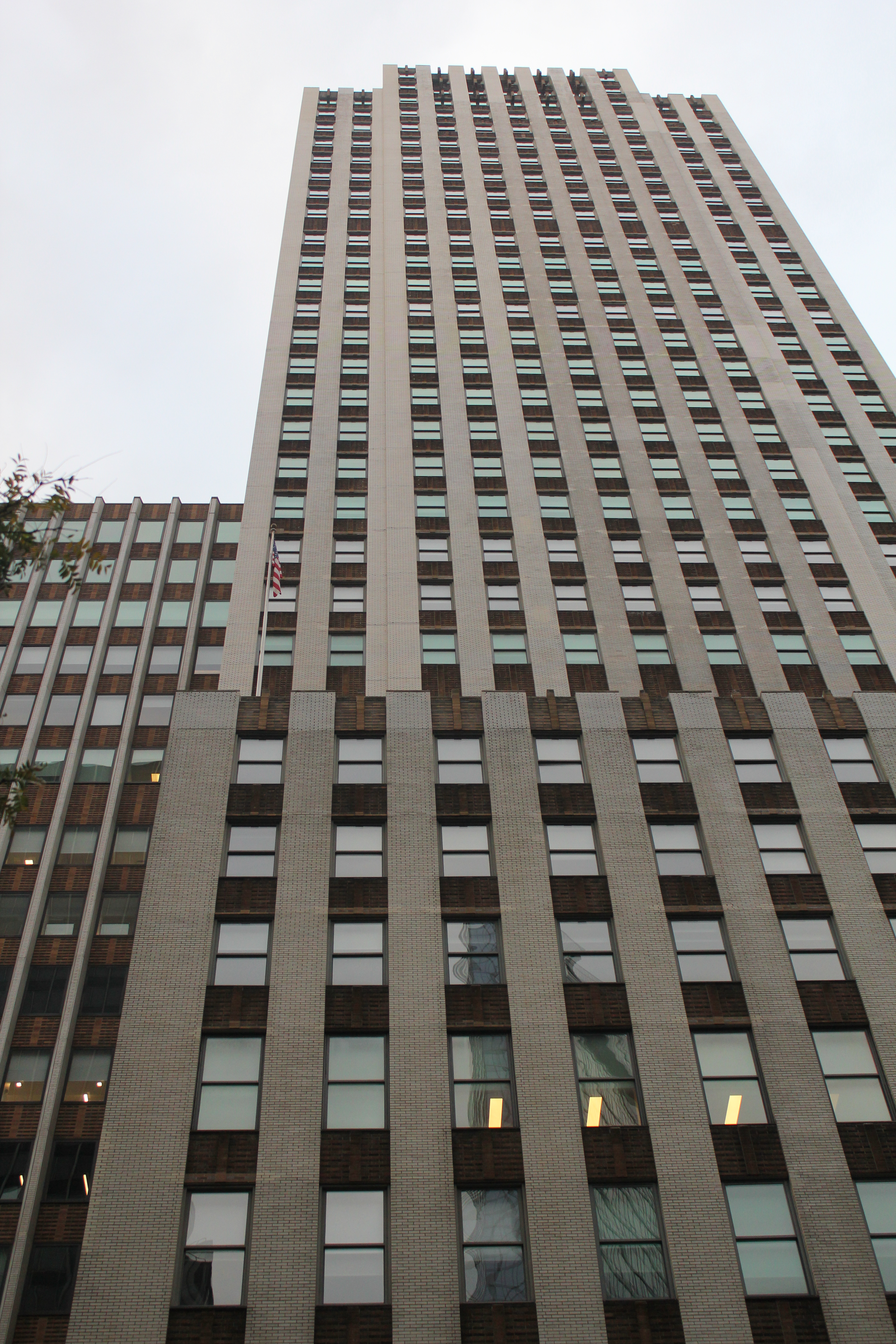
거리에서 본 모습

거대한 출판 가문의 일원인 조셉 메딜 패터슨은 1919년 미국 최초의 널리 출판된 일간 타블로이드 신문으로 데일리 뉴스를 창간했다. 데일리 뉴스는 즉각적인 성공을 거두지 못했지만, 1925년에는 일일 발행 부수가 100만 부를 넘어서며 도시 최대의 신문이 되었다. 신문사는 원래 로어맨해튼의 시빅센터 (맨해튼) 25 시청 플레이스에 본사를 두었고, 1921년에는 근처 23 파크 플레이스로 이전했으며, 6년 후 다시 이전하려 했다. 새로운 위치를 찾으면서 데일리 뉴스는 뉴욕 타임스와 뉴욕 헤럴드의 예를 따라 로어맨해튼에서 미드타운맨해튼으로 이전했다. 데일리 뉴스 연구 관리자 해리 코라쉬는 도시 인구가 이스트강 동쪽의 퀸스에 집중되어 있음을 발견했지만, 퀸스보다 맨해튼에서 신문 배포를 조정하는 것이 더 쉬웠다.

### 개발

#### 계획
최종적으로 선택된 부지는 이스트 42번가였다. 그랜드 센트럴 터미널과 렉싱턴가 동쪽 구역은 아직 개발되지 않았으며, 신문사의 역사학자들은 이 지역을 "오래되고, 잡다하며, 보잘것없는 건물들의 줄"이라고 불렀다. 또한, 이 부지는 경쟁지 타임스'의 본사가 위치한 타임스 스퀘어와 같은 거리에 있었다. 1928년 2월 3일, 데일리 뉴스는 세컨드 애비뉴와 서드 애비뉴 사이, 41번가와 42번가를 마주보는 40,000-제곱피트 (3,700 m2) 부지를 티슈먼 건설 회사로부터 250만 달러 (37 백만 달러에 해당, 2019)에 매입했다. 패터슨은 이 부지에 데일리 뉴스를 위한 20층 건물을 지을 계획이었다. 2주도 채 되지 않아 신문사는 41번가와 세컨드 애비뉴에 또 다른 8,000 제곱피트 (740 m2)를 매입했다. 이로써 데일리 뉴스는 41번가에 약 355 피트 (108 m), 42번가에 125 피트 (38 m), 세컨드 애비뉴에 99 피트 (30 m), 서쪽으로 197 피트 (60 m)의 L자형 부지를 확보하게 되었다.
패터슨은 후드와 하우웰스를 건축가로 고용했다. 두 사람은 이전에 패터슨의 사촌 로버트 R. 맥코믹이 소유한 시카고 트리뷴의 트리뷴 타워 설계를 위한 건축 설계 대회에서 우승한 바 있었다. 후드는 데일리 뉴스를 위한 타워를 제안했지만, "기념비"를 원치 않았던 패터슨은 처음에 이를 거부했다. 패터슨을 설득하기 위해 후드는 타워 계획을 "효율적인" 사업 결정으로 제시하고 건물을 위한 수많은 모델을 준비하여 35층에서 40층 건물을 짓는 것이 가장 효율적일 것이라고 결론지었다. 후드는 11번째 회의에서 패터슨이 동의할 때까지 매주 다양한 평면도를 제시했다. 패터슨은 3층 위에 후퇴부가 있는 후드의 계획 중 하나를 거부했는데, 이는 9층까지 후퇴부를 의무화하지 않는 부지 구역 지정에 따라 최대로 활용되지 않았기 때문이었다. 비용 때문에 석재 외벽 사용 계획은 폐기되었고, 대신 벽돌이 사용되었다. 후드는 건물의 테이퍼형 디자인을 플라스틱 모델로 조각했고, 여러 후퇴부가 있는 블록형 매싱에 대한 계획을 세웠다.
건물 서쪽에는 상업고등학교가 있었는데, 뉴욕시 교육청이 철거할 계획이었다. 1929년 2월, 데일리 뉴스와 교육청은 각각 보행자 통로를 위해 25 피트 (7.6 m)를 양보하기로 합의하여 외벽의 서쪽 입면이 자연광을 받을 수 있도록 했지만, 데일리 뉴스' 측의 통로만 건설되었다. 그럼에도 불구하고 통로의 존재 덕분에 후드는 서쪽 입면에 장식을 포함할 수 있었다.

#### 건설
1928년 6월, 건축가들은 맨해튼 건물국에 660만 달러(현재 가치 $2019년 기준 $98,000,000에 해당에 해당)가 소요되는 36층 건물에 대한 설계도를 제출했다. 데일리 뉴스 외에 새 건물에는 시카고 트리뷴 계열사 사무실도 포함될 예정이었다. 헤게만-해리스 컴퍼니가 프로젝트의 종합 계약자로 고용되었으며, 14개월 내에 완공될 예정이었다. 1929년 2월까지 사무실 공간의 30%가 임대되었으며, 한 세입자만 100,000 제곱피트 (9,300 m2)를 차지했다. 인터내셔널 페이퍼는 데일리 뉴스에 건물 개발 자금으로 500만 달러를 빌려주겠다고 제안했지만, 대출은 결국 취소되었다.
철골 구조는 1929년 8월에 완공되었고, 데일리 뉴스 빌딩은 연말까지 거의 완공되었다. 타임스는 이 프로젝트를 링컨 빌딩, 채닌 빌딩, 크라이슬러 빌딩, 튜더 시티와 함께 이스트 42번가를 따라 "오래된 환경을 급진적으로 변화시키는" 여러 고층 개발 중 하나로 묘사했다. 1929년 11월, 여러 건설 노동자와 장인들이 건물에 대한 "뛰어난 작업"으로 상을 받았다. 그 시점에 건물의 75% 이상이 임대되었다. 데일리 뉴스는 1930년 2월 건물로 입주하기 시작했다. 같은 해 5월까지 완공될 예정이었던 로비는 1930년 7월 23일까지 일반에 공개되지 않았다. 신문사의 새로운 인쇄기를 포함한 이 건물은 1070만 달러(현재 가치 $2019년 기준 $164,000,000에 해당에 해당)가 소요되었다.

### 데일리 뉴스 사용

#### 초기 및 확장

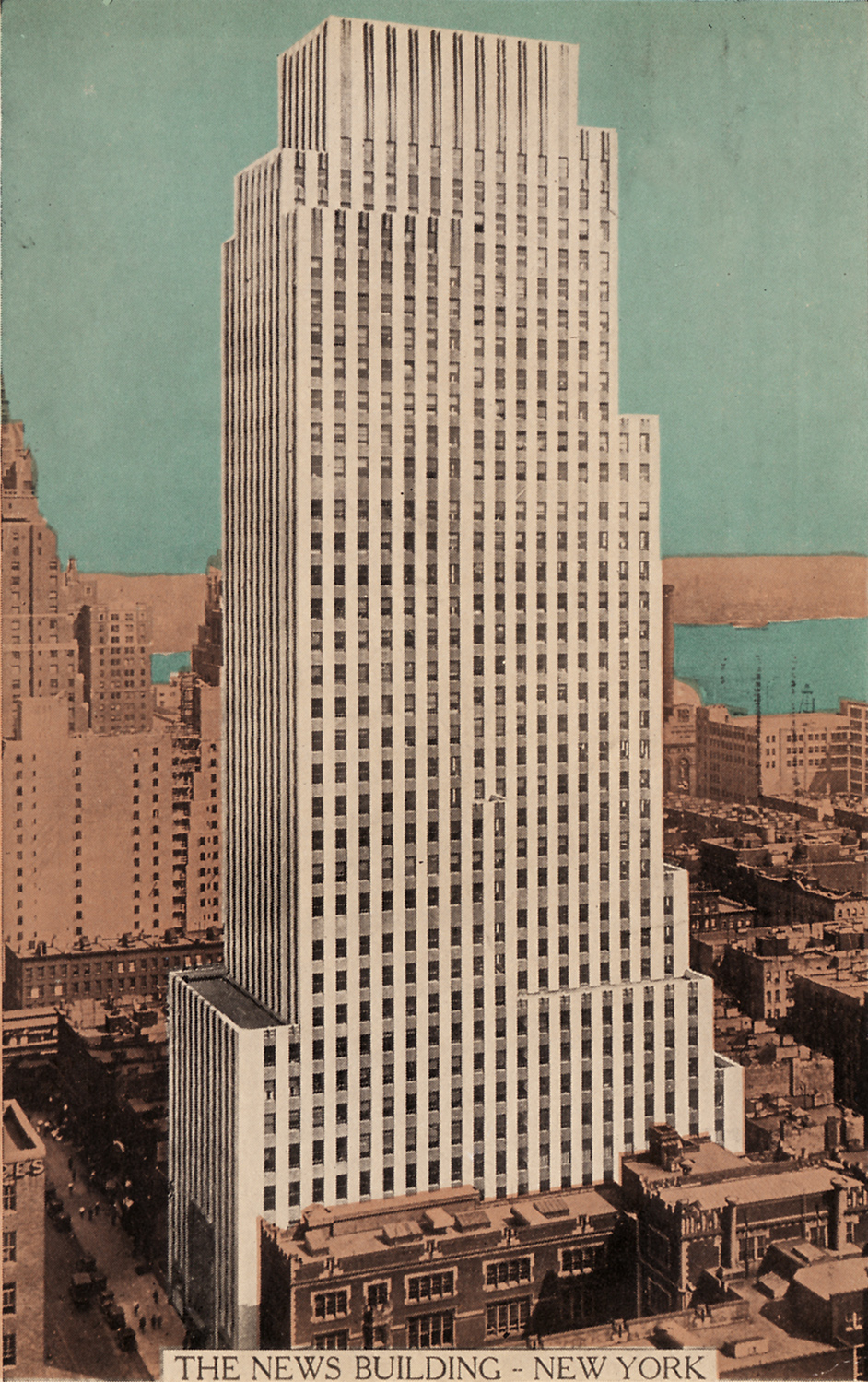
1941년 스케치

데일리 뉴스 빌딩이 개장했을 때 더 뉴요커는 이 사무실 공간을 "실제로는 공장 가격으로 지어진 공장"이라고 묘사하며 후드가 예술적 효과보다는 실용성에 중점을 두었다고 말했다. 건물 개장 후 첫 10년 동안 데일리 뉴스는 아메리칸 로코모티브 컴퍼니 자회사인 알코 프로덕트, 아렌스 퍼블리싱 컴퍼니, 평화 예술 박물관, 내셔널 시티 은행 오브 뉴욕 지점, 그리고 UPI (1931년 본사를 이곳으로 이전)와 같은 세입자에게 공간을 임대했다. 1938년에는 로비의 연구 데스크가 연간 625,000명의 방문객에게 서비스를 제공했다.
신문사는 1944년 10월 세컨드 애비뉴와 41번가에 24층 별관을 짓는 계획을 제출했다. 해리슨, 푸일루 & 아브라모비츠(나중에 해리슨 & 아브라모비츠)가 설계한 이 별관은 300만 달러(현재 가치 $44 백만 달러에 해당, 2019)가 소요될 예정이었고 제2차 세계대전 후에 건설될 계획이었다. 데일리 뉴스가 TV 방송국 WPIX를 인수한 후, 1948년 6월 건물에 방송국 스튜디오가 개설되었다. WPIX는 1951년까지 건물에 있는 778-피트-high (237 m) 마스트에서 방송했으며, 이후 송신 시설은 엠파이어 스테이트 빌딩의 1,400-피트 (430 m) 마스트로 이전되었다. 데일리 뉴스를 발행하던 트리뷴 미디어의 자회사인 뉴스 신디케이트 컴퍼니는 1950년 8월까지 42번가와 세컨드 애비뉴의 남서쪽 모퉁이에 있는 모든 부지를 라디오 방송국 건설 계획과 함께 인수했다.
1950년대 후반, 신문사의 시설 확장에 2천만 달러(현재 가치 $191 백만 달러에 해당, 2019)가 소요되는 프로젝트의 일환으로, 해리슨 & 아브라모비츠가 건물의 확장 및 개조를 설계하기 위해 고용되었으며, 터너 건설이 건설 계약자로 고용되었다. 건축가들은 1957년 5월 19층 별관 계획을 제출했고, 그해 말에 부지 발굴이 시작되었다. 1958년 초 노동 파업으로 건설이 지연되었고, 1959년 4월까지 별관의 외관이 거의 완공되었다. 데일리 뉴스 사장 프랜시스 매리언 플린은 로비의 개조도 감독했다. 확장은 1960년 6월에 완료되었고, 같은 해 8월까지 건물의 90%가 임대되었다. 이 프로젝트로 건물의 연면적은 1,009,700 제곱피트 (93,800 m2)로 늘어났다. 뉴욕 타임스는 별관을 40번가와 45번가 사이의 세컨드 애비뉴에서 진행된 "건축 붐"의 일환으로 건설된 여러 건물 중 하나로 묘사했다.

#### 1960년대 초부터 1990년대 초까지
1964년까지 건물에 통합 난방-냉방 시스템이 설치되었다. 로비 지구본의 61주 간의 복원은 3년 후에 완료되었고, 지구본은 30년 만에 처음으로 다시 칠해졌다. 1970년대까지 데일리 뉴스와 인터내셔널 페이퍼 컴퍼니가 건물의 주요 입주자였지만, 후자는 1978년에 이전했다. 그 10년 동안 데일리 뉴스는 생산량 증대를 위한 파일럿 프로그램의 일환으로 6페이지 너비의 인쇄기를 설치했다.
트리뷴 미디어는 1981년 데일리 뉴스와 건물을 매물로 내놓았지만 구매자를 찾는 데 어려움을 겪었다. 당시 뉴욕 타임스에 인용된 언론과 부동산 업계는 건물의 가치가 1억 5천만~2억 5천만 달러(현재 가치 $422–703 백만 달러에 해당, 2019)에 달할 것으로 예상했으며, 워싱턴 포스트는 1억~1억 3천5백만 달러(현재 가치 $281–380 백만 달러에 해당, 2019)로 평가했다. 몇몇 평론가들은 공간 확보를 위해 신문사를 폐쇄하거나 인쇄 시설을 이전해야 한다고 제안했다. 비용 절감을 위해 데일리 뉴스 발행인 로버트 M. 헌트는 인쇄 공장을 폐쇄하고 브루클린의 인쇄 공장 업그레이드에 6천만 달러를 투자할 것을 제안했다. 그 당시 데일리 뉴스'의 인쇄 작업은 데일리 뉴스 빌딩과 브루클린 공장에서 균등하게 분할되었다. 금융가 조 올브리턴은 1982년 4월 신문사를 잠정적으로 매입하기로 합의했지만, 이 거래에서 건물은 제외되었다.
트리뷴 미디어는 1982년 11월 건물을 라 살 스트리트 펀드가 이끄는 유한 파트너십인 220 이스트 리미티드 파트너십에 매각하기로 합의했다. 매각은 다음 달에 완료되었으며 약 9천만 달러에 달했다. 매각의 일환으로 데일리 뉴스는 새 소유주로부터 사무실 공간을 리스백했으며, 인쇄 및 배포 작업은 뉴욕 수도권의 다른 시설로 이전되었다. 데일리 뉴스는 1984년에 건물에서 인쇄기를 철거하여 175,000 제곱피트 (16,300 m2)를 상업용으로 사용할 수 있게 했고, 기존의 1백만 제곱피트 (93,000 m2) 사무실 공간을 리모델링했다. 트리뷴 미디어는 리모델링된 사무실을 건축 및 법률 회사와 같은 임차인에게 임대했으며, 연간 임대료는 평방피트당 $25 and $35 매 제곱피트 ($270 and $380/m2)로 두 배가 되었다. 1990년대 초까지 데일리 뉴스는 점유 공간을 계속 줄였으며, 그 시점에는 건물에 신문사의 비즈니스 사무실과 뉴스룸만 있었고, 제작 및 배포는 뉴저지로 이전되었다.

### 데일리 뉴스 이후 시대

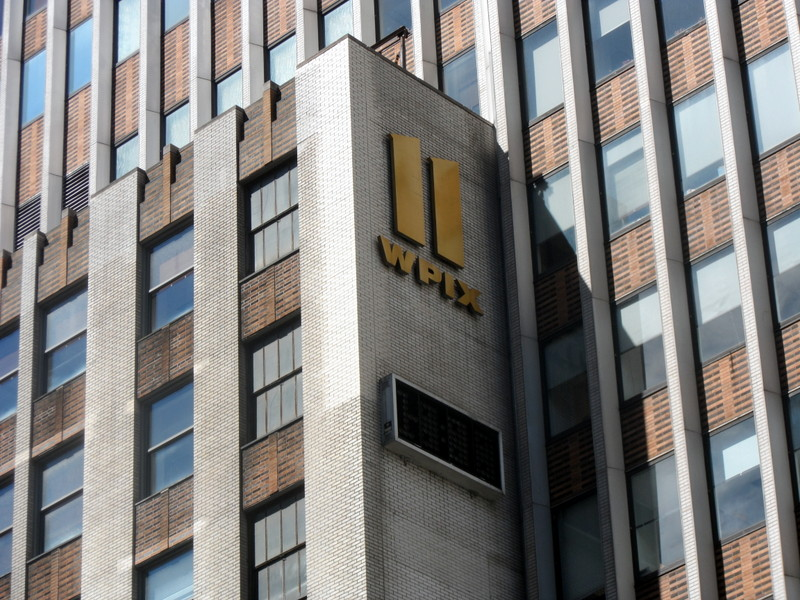
데일리 뉴스 빌딩의 WPIX 간판. 이 TV 방송국은 1994년에 오래된 건물에서 제작 시설을 확장했다.

1994년 10월, 데일리 뉴스는 건물 내에 남아있는 운영 부서를 450 웨스트 33번가 첼시 (맨해튼)로 이전할 것이라고 발표했다. 당시 신문사는 데일리 뉴스 빌딩의 21개 층에 걸쳐 130,000 제곱피트 (12,000 m2)를 점유했으며, 2년 반 동안 임대 계약을 연장하려 했지만 실패했다. 이와 대조적으로 새로운 본사는 한 층에 112,000 제곱피트 (10,400 m2)로 구성되었는데, 이는 발행 부수 감소로 인해 신문사가 더 이상 많은 공간을 차지할 필요가 없었기 때문이었다. 새로운 사무실은 데일리 뉴스에 현대적인 기술을 제공했으며, 이전을 통해 신문사는 비용을 절감할 수 있었다. 같은 해에 기존 건물에서 제작 시설을 확장했던 WPIX는 그대로 남아 있을 예정이었다.
데일리 뉴스 마지막 직원들은 1995년 5월에 이전했으며, 그 시점에 건물에는 50개 이상의 세입자가 있었는데, 여기에는 크레인 커뮤니케이션즈와 트리뷴 계열사인 WPIX, WQCD-FM이 포함되었다. 데일리 뉴스 빌딩 소유주들은 1996년 1월까지 건물을 매물로 내놓았으며, 그 시점에는 데일리 뉴스의 퇴거에도 불구하고 건물 점유율이 80%를 넘었다. 스텔라 매니지먼트의 개발자 스티브 위트코프는 JAG 캐피탈과 함께 그해 9월 1억 1천만~1억 1천5백만 달러에 건물을 매입하기로 합의했다. 1억 4천만 달러의 담보 대출을 받기 위해 새로운 소유주들은 대부분의 공실을 임대했으며, 옴니콤 그룹이 1997년 주요 임차인으로 입주했다. 건물은 2001년 다시 매물로 나왔고, 그해 5월까지 소유주들은 입찰을 세 명의 최종 후보로 좁혔다. SL 그린은 건물을 매입할 권리를 얻었고, 2002년 2억 6,500만 달러에 매입을 완료했다. 그 시점에는 트리뷴 계열사, 옴니콤, 버라이즌 커뮤니케이션즈, 밸류 라인, 노이버거 버먼, 유엔 인구 기금과 같은 임차인들로 건물이 완전히 채워져 있었다.
더 리얼 딜 잡지는 2019년 1월 SL 그린이 부동산 매각을 고려하고 있다고 보도했으며, 개발자 제이콥 체트릿은 같은 해 10월 8억 1,500만 달러에 건물을 매입하기로 합의했다. 이 매각은 2020년 3월에 도이체 방크가 코로나19 범유행으로 인한 경제 불확실성 때문에 자금 지원을 철회하면서 취소되었다. SL 그린은 체트릿을 상대로 그가 지불한 3천 5백만 달러의 보증금을 돌려받기 위해 소송을 제기했지만, 이 분쟁은 나중에 합의되었다. SL 그린이 같은 해 6월 5억 1천만 달러의 모기지로 건물을 재융자했을 때, 이 건물에는 거의 60개의 임차인이 있었고 거의 완전히 임대되었다. 다음 해, SL 그린은 건물 지분의 49%를 메리츠 대체 투자 운용에 7억 9천만 달러에 매각했다.

## 입주자
2025년년 기준 기준, 건물 내 대중 매체 임차인으로는 데일리 뉴스의 옛 TV 방송 자회사인 WPIX와 2023년에 뉴욕 지사를 개설한 뉴스네이션이 있다. 다른 주요 임차인으로는 뉴욕 방문 간호 서비스가 308,000 제곱피트 (28,600 m2), 유엔 여성기구가 85,000 제곱피트 (7,900 m2), 그리고 비영리 단체인 젊은 성인 연구소가 75,000 제곱피트 (7,000 m2)를 차지하고 있다. 유엔 개발 계획과 뉴욕시 주재 브라질 총영사관도 이 건물에 사무실을 두고 있다.

## 영향

### 평가

#### 현대

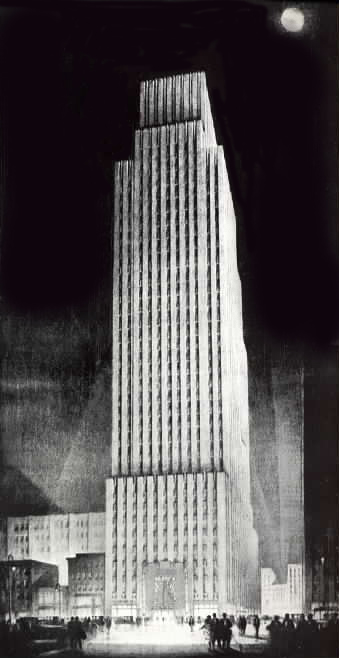
휴 페리스가 그린 데일리 뉴스 빌딩 렌더링

건축 평론가들은 디자인에 대해 엇갈린 의견을 보였다. 건축가 프랭크 스칼렛은 건물의 모형을 본 후, 20세기 초까지 인기를 끌었던 절충주의 양식에서 벗어났다고 평가했다. 더 뉴요커는 1931년 후드의 프로필 기사에서 데일리 뉴스 빌딩이 "확연히 비전통적인 건물"이며 후드의 디자인이 "대담하게 성공적"이었다고 말했다. 더 네이션 잡지의 더글러스 해스켈은 파사드를 "거의 연속된 줄무늬"라고 불렀으며, 파사드의 디자인이 예술과 건축의 경계에 걸쳐 있다고 보았고, 건축가 케네스 매켄지 머치슨은 파사드에 대해 다음과 같이 썼다. "스트라이프는 후드 씨의 가운데 이름이다. 그는 그것들에서 벗어날 수 없다." 건축 역사가 헨리-러셀 히치콕과 건축가 필립 존슨은 1932년에 후퇴부가 "무거운 피라미드 형태를 만들지 않는 방식으로 훌륭하게 처리되었다"고 말했다. 작가 랜돌프 윌리엄스 섹스턴은 "건물의 수직 움직임이 끊임없이 이어진다"고 말했으며, 또 다른 관찰자인 아서 T. 노스는 로비 전시가 "건축에 진정한 기여"를 했다고 말했다.
1934년 후드의 사망 후, 관찰자들과 언론은 데일리 뉴스 빌딩을 기능주의적 성격을 지녔다고 묘사했다. 예를 들어, 뉴욕 타임스는 건물의 디자인이 그를 "거의 완전한 기능주의자"로 만들었다고 말했으며, 동시대의 모더니즘 건축가 하비 와일리 코르벳은 아키텍처럴 포럼에서 이 건물이 "이전의 절충주의적 접근 방식에서 [...] 완전히 전환"한 것이라고 말했다. 다음 해, 아키텍처럴 포럼은 건물의 외관이 실용적이라고 칭찬했으며 로비를 "낭만적이고 극적"이라고 찬양했다.
일부 논평은 건물이 건축적으로 부족하다고 보았다. 예를 들어, 히치콕과 존슨은 지붕의 "깔끔한 사각형 마감"이 기계 설비와 물탱크를 숨기는 기만적인 것이라고 보았고, 뉴욕 헤럴드 트리뷴'의 후드 부고 기사도 지붕에 대해 비슷한 비판적 견해를 표명했다. 머치슨은 만약 건물의 외관이 그 기능을 나타냈다면, "지나가는 행인들은 뉴스 빌딩이 침대보 공장을 수용했다고 말했을 것"이라고 느꼈다. 또 다른 건축 평론가 로열 코르티소즈는 이 건물을 건축 작품으로 인정하기를 거부했고, 후드는 이에 대해 "더 나은 일이다"라고 답했다고 전해진다. 별관이 완공된 후, 평론가 폴 골드버거는 이 증축 부분을 원래 타워에 대한 "사려 깊지만 부적절한 동반자"라고 평가했다.
데일리 뉴스 관계자들은 이 건물을 후드의 "승리" 중 하나로 언급했지만, 신문사의 건물 칭찬 대부분은 로비에 초점을 맞추었다. 건물 개장 직후, 데일리 뉴스는 현대 건축을 반박하는 사설을 발표하며, 본사 디자인이 "신문의 효율적인 생산"에 중점을 두었다고 말했다. 또 다른 데일리 뉴스 기사는 최첨단 전시물로 로비를 칭찬했다. 후드 자신은 건물의 "건축적 아름다움"과 "구성"을 경시하며 대신 그 "효과"에 중점을 두었다.

#### 회고
건물이 완공된 지 수십 년 후, 평론가들은 이 건물을 더 현대적인 건축 작품과 비교했다. 1952년의 한 가이드북은 건물이 "비대칭적이고 거의 그림 같은" 형태를 가지고 있다고 기술했으며, 1967년의 또 다른 책은 이 타워를 슬래브형 마천루의 "최고의 사례 중 하나"라고 묘사했다. 20세기 후반의 추가적인 평가들은 이 건물을 당시 인기 있는 건축 양식에서 벗어난 것으로, 그리고 "평범한 금속 및 유리 이웃"과 쉽게 구별되는 현대적인 마천루로 묘사했다.  데일리 뉴스 역사학자들은 1971년에 이 건물이 "사업 공동체의 존경과 감탄을 자아냈고", 신문사의 성공에 주목했다고 썼다.
로버트 A. M. 스턴과 그의 1987년 저서 '뉴욕 1930'의 공동 저자들은 후드의 디자인이 랄프 토마스 워커의 웨스턴 유니온 빌딩의 매싱을 차용한 것이라고 썼고, 데일리 뉴스 빌딩의 형태는 "높은 건물이 연속적인 압출물이 될 가능성"을 시사한다고 말했다. 조지 에버라드 키더 스미스는 1996년에 이 건물을 "모든 후드적이고 매우 신선하다"고 묘사하며 후퇴부의 디자인을 칭찬했다. 3년 후, 건축가 에릭 내시는 후드가 워커나 페리스와 같은 동시대 건축가들이 했던 "마천루를 조각된 산처럼 낭만화하는 것"을 피하고, 대신 추상적으로 배치된 매싱을 가진 단순한 외관을 사용했다고 말했다. 2000년대 초, 경쟁지 뉴욕 타임스의 데이비드 W. 던랩은 이 건물을 "미국 최고의 신문 건물 중 하나"라고 불렀으며, 당시 타임스'의 본사였던 229 웨스트 43번가를 "3차원적 절제"라고 평가했다. 뉴욕 잡지의 저스틴 데이비슨은 2017년에 후드가 "싱코페이트된 후퇴부와 하늘로 솟아오르는 흰 벽돌 줄무늬의 재즈적인 혼합물인 예술 작품을 만들어냈다. 평평한 파사드로 가득한 도시에서 이것은 모든 면에서 감상할 수 있는 조각품이었다"고 썼다.

### 랜드마크 지정
뉴욕시 랜드마크 보존 위원회 (LPC)는 1966년 데일리 뉴스 빌딩을 시 랜드마크로 지정해야 하는지 여부를 결정하기 위해 청문회를 개최했다. 그러나 LPC는 1981년까지 외관을 뉴욕시 랜드마크로 지정하지 않았다. 외관에 랜드마크 지위를 부여하면서 LPC는 이 타워를 "도시의 주요 아르데코 건축물 중 하나"라고 불렀다. 이 건물은 1989년에 미국 국립역사기념물이 되었고, 9년 후에는 1층 내부 공간 중 일부가 시 랜드마크가 되었다. 해리슨과 아브라모비츠의 증축 부분은 미국 국립역사기념물 및 뉴욕시 랜드마크 지정에서 제외된다.

### 미디어 묘사
휴 페리스는 1930년, 건물이 완공된 직후 건물의 렌더링을 그렸다. 스미스소니언 매거진은 페리스의 그림이 이 구조물을 "유선형의 수직 기념비"로 묘사했으며, 이 스케치가 "페리스가 그린 모든 것이 만화책에 속한 것처럼 보였기" 때문에 강력한 효과를 냈다고 썼다. 이 형태는 슈퍼맨 만화 프랜차이즈의 가상의 데일리 플래닛 본사에 영감을 주었다. 또한, 이 건물은 1978년 영화 슈퍼맨에서 데일리 플래닛 본사로 등장했으며, 1977년 뉴욕 정전이 7월 13~14일에 시작되었을 때 촬영이 진행 중이었다. 영화의 시나리오 작가 톰 맨키위츠에 따르면, 로비의 지구본이 데일리 플래닛 로고와 닮았기 때문에 이 건물이 촬영 장소로 선택되었다.

## 같이 보기
- 뉴욕시의 아르데코 건축
- 14번가에서 59번가까지 맨해튼의 뉴욕시 지정 랜드마크 목록
- 뉴욕시의 미국 국립역사기념물 목록
- 14번가에서 59번가까지 맨해튼의 미국 국립사적지 등재 목록

### 내용주
1. ↑  더 큰 후퇴부는 두 개의 베이 깊이이고, 더 작은 후퇴부는 한 베이 깊이이다. 각 베이는 한 줄의 창문 너비에 해당한다. 해당되는 경우, 각 후퇴부의 위치는 후퇴부 위 층에 해당한다.
2. ↑  후드의 비서이자 전기 작가인 월터 킬햄에 따르면, 이것은 아마도 오해였을 것이다.[19][34]
3. ↑  그러나 데일리 뉴스는 지구본의 직경이 17 피트 (5.2 m)라고 밝히고 있다.[15]
4. 1 2 3 4 5 6 7  United States nominal Gross Domestic Product per capita figures follow the Measuring Worth series supplied in Johnston, Louis; Williamson, Samuel H. (2016). “What Was the U.S. GDP Then?”. 《MeasuringWorth》. 2016년 4월 10일에 확인함. These figures follow the figures as of 2015.

### 인용
1. 1 2  “Daily News Building”. 《The Skyscraper Center》. Council on Tall Buildings and Urban Habitat. 2025년 3월 31일에 확인함.
2. 1 2 3  White, Norval; Willensky, Elliot; Leadon, Fran (2010). 《AIA Guide to New York City》 5판. Oxford University Press. 340쪽. ISBN 978-0-19538-386-7.
3. 1 2  “NYCityMap”. 《NYC.gov》. New York City Department of Information Technology and Telecommunications. 2021년 2월 19일에 원본 문서에서 보존된 문서. 2020년 3월 20일에 확인함.
4. ↑  틀:Cite NYC neighborhood map
5. ↑  “Daily News Building”. Emporis. 2021년 4월 10일에 원본 문서에서 보존된 문서. 2021년 1월 1일에 확인함.
6. 1 2  Smith, George Everard Kidder (1996). 《Source Book of American Architecture: 500 Notable Buildings from the 10th Century to the Present》. Springer Science & Business Media. 367쪽. ISBN 978-1-56898-024-9.
7. 1 2  Robins 2017, 77쪽.
8. 1 2  Sexton, Randolph Williams (1929). 《The Logic of Modern Architecture: Exteriors and Interiors of Modern American Buildings》. Architectural Book Publishing Company, Incorporated. 89쪽.
9. 1 2  Robins 1981, 6쪽; Robins 1998, 4쪽.
10. ↑  Robins 1981, 7–8쪽.
11. 1 2 3 4  Hood 1930, 531 (PDF p. 7)쪽.
12. ↑  Hood 1930, 531–532 (PDF pp. 7–8)쪽.
13. 1 2  Stern, Mellins & Fishman 1995, 456–457쪽.
14. 1 2 3 4  New York City Landmarks Preservation Commission; Dolkart, Andrew S.; Postal, Matthew A. (2009).  Postal, Matthew A., 편집. 《Guide to New York City Landmarks》 4판. John Wiley & Sons. 109쪽. ISBN 978-0-470-28963-1.
15. 1 2 3 4  Singleton, Don (1994년 6월 26일). “We Make News”. 《New York Daily News》. 6면. ISSN 2692-1251. 2022년 5월 15일에 원본 문서에서 보존된 문서. 2020년 5월 30일에 확인함 – newspapers.com 경유.
16. 1 2 3 4 5  “Daily News Using $10,000,000 Plant; Tabloid's Equipment in 42d St. Home Embodies Latest Publishing Developments”. 《The New York Times》. 1930년 3월 2일. ISSN 0362-4331. 2023년 4월 10일에 원본 문서에서 보존된 문서. 2023년 4월 10일에 확인함.
17. 1 2 3 4 5  National Park Service 1989, 2쪽.
18. 1 2 3 4 5 6 7 8 9 10 11  Robins 1981, 11쪽.
19. 1 2 3 4 5 6 7 8 9 10 11  Stern, Gilmartin & Mellins 1987, 578쪽.
20. 1 2 3 4 5 6 7 8 9  National Park Service 1989, 6쪽.
21. 1 2 3 4 5 6  Callahan, John P. (1957년 10월 27일). “18-Story Annex for News Building”. 《The New York Times》. ISSN 0362-4331. 2018년 2월 21일에 원본 문서에서 보존된 문서. 2020년 5월 30일에 확인함.
22. 1 2 3 4  Robins 1981, 9쪽.
23. ↑  Stern, Mellins & Fishman 1995, 457쪽.
24. 1 2 3 4  Robins 1981, 10쪽.
25. 1 2 3  Haskell, Douglas (1930년 12월 24일). “The Stripes of the News”. 《The Nation》. 713쪽.
26. 1 2 3 4  National Park Service 1989, 5쪽.
27. ↑  “Raymond Hood Dies; Built Skyscrapers; Noted Architect, 53, Who Helped Create Rockefeller Center, Had Long Been Ill”. 《The New York Times》. 1934년 8월 15일. ISSN 0362-4331. 2020년 8월 12일에 원본 문서에서 보존된 문서. 2020년 5월 29일에 확인함.
28. ↑  Gray, Christopher (1995년 11월 12일). “Streetscapes: 3 East 84th Street; An Art Deco Precursor of the Daily News Building”. 《The New York Times》. ISSN 0362-4331. 2021년 8월 5일에 원본 문서에서 보존된 문서. 2020년 5월 29일에 확인함.
29. 1 2 3  Jordy, William H. (1986). 《American Buildings and Their Architects: The Impact of European Modernism in the Mid-Twentieth Century》. Oxford University Press. 64, 144쪽. ISBN 978-0-19-504219-1. 2022년 5월 15일에 원본 문서에서 보존된 문서. 2020년 5월 31일에 확인함.
30. ↑  Hood 1930, 532 (PDF p. 8)쪽.
31. ↑  Robins 1981, 10–11쪽.
32. 1 2 3 4 5  Robins 2017, 78쪽.
33. 1 2 3 4  Robins 1981, 15쪽.
34. 1 2  Kilham 1973, 22쪽.
35. 1 2 3  Robins 1981, 12쪽.
36. ↑  National Park Service 1989, 9쪽.
37. 1 2 3  Kilham 1973, 27쪽.
38. 1 2 3 4 5 6  Robins 1981, 14쪽.
39. 1 2  Murchison 1930, 534 (PDF p. 10)쪽.
40. 1 2 3  Stern, Mellins & Fishman 1995, 456쪽.
41. 1 2 3  “We're Sprouting a New Wing”. 《New York Daily News》. 1957년 12월 15일. 2면. ISSN 2692-1251. 2022년 5월 15일에 원본 문서에서 보존된 문서. 2020년 5월 30일에 확인함 – newspapers.com 경유.
42. 1 2 3  Murchison 1930, 542 (PDF p. 18), diagram쪽.
43. 1 2  Robins 1998, 7쪽.
44. 1 2 3 4 5 6 7 8 9 10  Robins 1998, 5쪽.
45. 1 2  Robins 2017, 78–79쪽.
46. 1 2  Robins 1998, 8쪽.
47. ↑  Loder, Elizabeth M. (1979). 《D. Putnam Brinley, Impressionist and Mural Painter》. New Canaan Historical Society and the Silvermine Guild of Artists. 46쪽. ISBN 978-0-8357-0390-1.
48. 1 2 3 4 5  North, Arthur (1967년 11월 26일). “New World at the News”. 《New York Daily News》. 42면. ISSN 2692-1251. 2022년 5월 15일에 원본 문서에서 보존된 문서. 2020년 5월 29일에 확인함 – newspapers.com 경유.
49. ↑  Robins 1998, 9쪽.
50. 1 2 3  Robins 1998, 6쪽.
51. 1 2  Robins 1981, 10쪽; Robins 1998, 4쪽.
52. ↑  Kilham 1973, 25쪽.
53. ↑  Stern, Robert A.M. (1982). 《Raymond Hood》. Rizzoli. 12쪽. ISBN 978-0-8478-0410-8. 2022년 5월 15일에 원본 문서에서 보존된 문서. 2020년 5월 31일에 확인함.
54. 1 2 3  “N. Y. Daily News in $10,000,000 Plant Today: Celebrates Its Tenth Anniversary.”. 《Chicago Daily Tribune》. 1930년 2월 23일. 3면. ISSN 1085-6706. ProQuest 181064444. |id=에 templatestyles stripmarker가 있음(위치 1) (도움말)
55. 1 2  Robins 1981, 1–2쪽; Robins 1998, 2쪽.
56. 1 2  Block, Maxine (1971). 〈Patterson, Joseph Medill〉. 《Current Biography 1942》. H.W. Wilson. 648–651쪽. ISBN 978-0-8242-0479-2. OCLC 16655383.
57. ↑  Bessie 1966, 83–84쪽.
58. ↑  Tebbel, John William (1968). 《An American Dynasty: The Story of the McCormicks, Medills, And Pattersons》. Greenwood Press. 255쪽. ISBN 978-0-8371-0246-7. 2014년 6월 28일에 원본 문서에서 보존된 문서. 2020년 5월 31일에 확인함.
59. 1 2  Robins 1981, 3쪽; Robins 1998, 3쪽.
60. 1 2 3  McGivena 1969, 178쪽.
61. 1 2  Robins 1981, 3쪽.
62. 1 2 3 4 5  Robins 1981, 4쪽; Robins 1998, 3쪽.
63. 1 2  Kilham 1973, 19쪽.
64. ↑  “Daily News Buys a $2,500,000 Site; Plans 20-Story Home in East Forty-Second Street, Involving $10,000,000.”. 《The New York Times》. 1928년 2월 3일. ISSN 0362-4331. 2022년 5월 15일에 원본 문서에서 보존된 문서. 2020년 5월 24일에 확인함.
65. ↑  “'Daily News' to Move Plant to East 42d Street: Real Estate in City and Suburbs Publication Will Spend $10, 000,000 For Plant Covering 40,000 Square Feet Just East of Third Ave”. 《New York Herald Tribune》. 1928년 2월 3일. 33면. ISSN 1941-0646. ProQuest 1132237922. |id=에 templatestyles stripmarker가 있음(위치 1) (도움말)
66. ↑  “Publishing Firm Will Erect New Building”. 《The Christian Science Monitor》. 1928년 2월 4일. 3면. ProQuest 512286788. |id=에 templatestyles stripmarker가 있음(위치 1) (도움말)
67. 1 2  “The Daily News Adds to Its Site; Buys Old Buildings at Corner of Forty-First Street and Second Avenue”. 《The New York Times》. 1928년 2월 14일. ISSN 0362-4331. 2022년 5월 15일에 원본 문서에서 보존된 문서. 2020년 5월 24일에 확인함.
68. 1 2  “News Adds to Plot for New Home”. 《New York Daily News》. 1928년 2월 14일. 214면. ISSN 2692-1251. 2022년 5월 15일에 원본 문서에서 보존된 문서. 2020년 5월 27일에 확인함 – newspapers.com 경유.
69. ↑  “Newspaper Adds To Its Plot in Central Zone: 'Daily News' Buys 2d Ave. Corner Abutting Realty Recently Bought; Block Front on Heights Sold”. 《New York Herald Tribune》. 1928년 2월 14일. 38면. ISSN 1941-0646. ProQuest 1113438640. |id=에 templatestyles stripmarker가 있음(위치 1) (도움말)
70. 1 2  Stern, Gilmartin & Mellins 1987, 577쪽.
71. ↑  Stern, Gilmartin & Mellins 1987, 577–578쪽.
72. 1 2 3  Robins 1981, 8쪽.
73. ↑  Robins 1981, 8–9쪽.
74. ↑  Kilham 1973, 22, 24쪽.
75. ↑  Robins 2017, 77–78쪽.
76. ↑  Swales, Francis (May 1928). “Draftsmanship and Architecture as Exemplified by the Work of Raymond Hood” (PDF). 《Pencil Points》. 9권. 268쪽. 2021년 1월 27일에 원본 문서 (PDF)에서 보존된 문서. 2020년 11월 10일에 확인함.
77. 1 2 3 4 5  “"Daily News'" Building Will Be 36 Stories: Structure Will Front in 3 Streets, One of Which Will Be Owned by Newspaper 30% Rented From Plans Fourteen Months Will Be Required to Finish Project”. 《New York Herald Tribune》. 1929년 2월 3일. D2면. ISSN 1941-0646. ProQuest 1112034479. |id=에 templatestyles stripmarker가 있음(위치 1) (도움말)
78. ↑  McGivena 1969, 180쪽.
79. ↑  “Daily News Files Plans; 36-Story Plant Near Grand Central Will Cost $6,600,000.”. 《The New York Times》. 1928년 6월 23일. ISSN 0362-4331. 2022년 5월 15일에 원본 문서에서 보존된 문서. 2020년 5월 27일에 확인함.
80. ↑  “Printing Building Will Cost $5,000,000”. 《New York Herald Tribune》. 1928년 6월 23일. 26면. ISSN 1941-0646. ProQuest 1113458699. |id=에 templatestyles stripmarker가 있음(위치 1) (도움말)
81. ↑  Demorest, William J. (1929년 1월 20일). “Few Offices For Rent in Terminal Zone: Survey of Grand Central District Discloses ConditionS Better Than Those in Other Large Cities 5,863,978 Sq. Feet Coming in 2 Years Situation To-Day Shows Only 9 P. C. Of Space in Section Is on Market”. 《New York Herald Tribune》. D1면. ISSN 1941-0646. ProQuest 1111945743. |id=에 templatestyles stripmarker가 있음(위치 1) (도움말)
82. ↑  “Daily News Sues Graustein Concern; Plan for $5,000,000 Loan From International Paper Fell Through, Action Reveals”. 《The New York Times》. 1929년 5월 19일. ISSN 0362-4331. 2018년 3월 2일에 원본 문서에서 보존된 문서. 2023년 4월 10일에 확인함.
83. ↑  “News' Sought Power Loan Of $5,000,000: Suit Against International Reveals Mortgage on New Home Was To Be Security Overcharging Is Alleged Recovery of $780,708 Is Sought on Paper Purchase”. 《New York Herald Tribune》. 1929년 5월 19일. 10면. ISSN 1941-0646. ProQuest 1111975217. |id=에 templatestyles stripmarker가 있음(위치 1) (도움말)
84. ↑  “Finishes Steel Work on the News Building; Hegeman-Harris Company Completes Erection of 12,000Tons In 42d Street.”. 《The New York Times》. 1929년 8월 25일. ISSN 0362-4331. 2020년 5월 24일에 확인함.
85. 1 2  “News Building: Tall East 42d Street Edifice Nearing Completion.”. 《The New York Times》. 1929년 10월 13일. ISSN 0362-4331. 2021년 8월 27일에 원본 문서에서 보존된 문서. 2020년 5월 24일에 확인함.
86. ↑  “Manhattan's Building Peak Shifts to Forty-Second St: Five Buildings Cost Over $61,000,000”. 《The New York Times》. 1929년 2월 3일. ISSN 0362-4331. 2021년 8월 27일에 원본 문서에서 보존된 문서. 2020년 5월 24일에 확인함.
87. ↑  “Mechanics to Get Awards; Workers on News Building Will Be Honored Tomorrow. Insurance Offices Combined. Art Dealer Rents Two Floors.”. 《The New York Times》. 1929년 11월 20일. ISSN 0362-4331. 2020년 5월 30일에 확인함.
88. 1 2  “Main Lobby of News Opened to Public”. 《New York Daily News》. 1930년 7월 23일. 168면. ISSN 2692-1251. 2020년 5월 28일에 확인함 – newspapers.com 경유.
89. ↑  Federal Writers' Project (1939). 《New York City Guide》. Random House. 210쪽. ISBN 040302921X.
90. ↑  “A Tabloid Grows Up: Dignity of 20 Years Subdues The New York Daily News”. 《Newsweek》. 14권 1호. 1939년 7월 3일. 36쪽. ProQuest 1895325211. |id=에 templatestyles stripmarker가 있음(위치 1) (도움말)
91. ↑  Robins 1981, 5쪽; Robins 1998, 4쪽.
92. 1 2  Talmey, Allene (1931년 4월 11일). “Raymond Hood—Man Against Sky”. 《The New Yorker》. 26쪽. 2020년 12월 4일에 원본 문서에서 보존된 문서. 2020년 5월 31일에 확인함.
93. ↑  “American Locomotive Unit Rents News Building Floor”. 《The New York Times》. 1930년 12월 12일. ISSN 0362-4331. 2020년 5월 30일에 확인함.
94. ↑  “Publisher Leases Additional Space; Ahrens Company, In Hotel Field, Will Combine Two Offices in the News Building.”. 《The New York Times》. 1932년 2월 16일. ISSN 0362-4331. 2020년 5월 30일에 확인함.
95. ↑  “Museum of Peaceful Arts To Move to News Building”. 《The New York Times》. 1929년 12월 18일. ISSN 0362-4331. 2020년 5월 30일에 확인함.
96. ↑  “New National City Branch; Bank Takes Space in News Building”. 《The New York Times》. 1930년 3월 7일. ISSN 0362-4331. 2020년 5월 30일에 확인함.
97. ↑  Friendly, Jonathan (1982년 3월 24일). “Daily News Dropping U.p.i. In Move to Cut Costs”. 《The New York Times》. ISSN 0362-4331. 2015년 5월 24일에 원본 문서에서 보존된 문서. 2020년 5월 30일에 확인함.
98. 1 2 3  Martin, Douglas (1995년 5월 4일). “Moving Day At The News”. 《The New York Times》. ISSN 0362-4331. 2015년 5월 26일에 원본 문서에서 보존된 문서. 2020년 5월 29일에 확인함.
99. 1 2  “'Daily News' Files Plan For 24-Story Extension”. 《New York Herald Tribune》. 1944년 10월 6일. 17면. ISSN 1941-0646. ProQuest 1282987506. |id=에 templatestyles stripmarker가 있음(위치 1) (도움말)
100. 1 2  “New Structures to Cost $5,000,000; Tall Apartments and 24-Story Annex for The Daily News Are Among Projects”. 《The New York Times》. 1944년 10월 6일. ISSN 0362-4331. 2023년 4월 10일에 원본 문서에서 보존된 문서. 2023년 4월 10일에 확인함.
101. ↑  “Daily News Opens New Video Station”. 《The New York Times》. 1948년 6월 16일. ISSN 0362-4331. 2023년 4월 10일에 원본 문서에서 보존된 문서. 2023년 4월 10일에 확인함.
102. ↑  “'Daily News' Opens Television Station: O'Dwyer, Hanley, Baruch Guests at WPIX Show”. 《New York Herald Tribune》. 1948년 6월 16일. 21면. ISSN 1941-0646. ProQuest 1326816995. |id=에 templatestyles stripmarker가 있음(위치 1) (도움말)
103. ↑  “WPIX to Move to Empire State Mast”. 《New York Daily News》. 1951년 1월 5일. 183면. ISSN 2692-1251. 2020년 5월 30일에 확인함 – newspapers.com 경유.
104. ↑  “All Directors of Tribune Co. Are Re-elected”. 《Chicago Daily Tribune》. 1951년 5월 22일. C9면. ISSN 1085-6706. ProQuest 178112781. |id=에 templatestyles stripmarker가 있음(위치 1) (도움말)
105. ↑  “Rounds Out a Site for Radio Station; Daily News Syndicate Takes 42d St. Corner—Deal on St. Nicholas Avenue”. 《The New York Times》. 1950년 8월 16일. ISSN 0362-4331. 2023년 4월 10일에 원본 문서에서 보존된 문서. 2023년 4월 10일에 확인함.
106. ↑  “Big Broadway Structure Sold By Auto Dealer: Blockfront Parcel Near Manhattan College in Deal”. 《New York Herald Tribune》. 1950년 8월 16일. 32면. ISSN 1941-0646. ProQuest 1327512619. |id=에 templatestyles stripmarker가 있음(위치 1) (도움말)
107. ↑  “Daily News Files Plan For 19-Story Addition”. 《The New York Times》. 1957년 5월 4일. ISSN 0362-4331. 2018년 2월 21일에 원본 문서에서 보존된 문서. 2023년 4월 10일에 확인함.
108. ↑  Bedolis, Robert A. (1958년 2월 4일). “Teamsters At Building Jobs Strike: Major Projects In City Tied Up”. 《New York Herald Tribune》. 1면. ISSN 1941-0646. ProQuest 1326272825. |id=에 templatestyles stripmarker가 있음(위치 1) (도움말)
109. ↑  “Exterior of News Annex to Be Unveiled This Week”. 《New York Daily News》. 1959년 4월 19일. 38면. ISSN 2692-1251. 2020년 5월 30일에 확인함 – newspapers.com 경유.
110. ↑  “Space 90% Rented in News Building; 2 More Tenants Sign Leases at 220 E. 42d St.”. 《The New York Times》. 1960년 8월 18일. ISSN 0362-4331. 2020년 5월 30일에 확인함.
111. ↑  Ennis, Thomas W. (1963년 4월 7일). “Office and Apartment Building Booms in Second Avenue Area: 20-Story Building Boom Hits 2d Avenue”. 《The New York Times》. R1면. ISSN 0362-4331. ProQuest 116512470. |id=에 templatestyles stripmarker가 있음(위치 1) (도움말)
112. ↑  “Indoor Comfort Tricky in Spring; It's Too Cool for Cooling and Too Warm for Heating”. 《The New York Times》. 1964년 5월 10일. R11면. ISSN 0362-4331. ProQuest 115782089. |id=에 templatestyles stripmarker가 있음(위치 1) (도움말)
113. ↑  “Decor: Bits and Pieces”. 《Florida Today》. 1969년 11월 9일. 63면. 2025년 3월 31일에 확인함 – newspapers.com 경유.
114. 1 2 3 4  Friendly, Jonathan (1982년 5월 16일). “Turning a Page at the Tribune Co.”. 《The New York Times》. ISSN 0362-4331. 2018년 2월 7일에 원본 문서에서 보존된 문서. 2020년 5월 31일에 확인함.
115. ↑  “The Daily News to Install Six-Page-Wide Presses”. 《The New York Times》. 1974년 1월 21일. ISSN 0362-4331. 2025년 4월 1일에 확인함.
116. 1 2  Berry, John F. (1982년 3월 30일). “Daily News Searches for Right Buyer”. 《The Washington Post》. D8면. ISSN 0190-8286. ProQuest 147490391. |id=에 templatestyles stripmarker가 있음(위치 1) (도움말)
117. ↑  Friendly, Jonathan (1982년 3월 2일). “City Offers to Aid the Daily News With 'Financing Tools' and Labor”. 《The New York Times》. ISSN 0362-4331. 2015년 5월 24일에 원본 문서에서 보존된 문서. 2023년 4월 10일에 확인함.
118. ↑  Friendly, Jonathan (1982년 3월 31일). “Trump Seen as Top Bidder for News”. 《The New York Times》. ISSN 0362-4331. 2025년 4월 1일에 확인함.
119. ↑  Friendly, Jonathan (1982년 4월 2일). “Allbritton Agrees to Take Over News”. 《The New York Times》. ISSN 0362-4331. 2025년 4월 1일에 확인함.
120. ↑  Duggan, Dennis (1982년 4월 2일). “Tentative Deal for Daily News: Millionaire Joseph Allbritton Signs Agreement to Buy, Depending on Labor Accord”. 《Newsday》. 6면. ISSN 2574-5298. ProQuest 1014013035. |id=에 templatestyles stripmarker가 있음(위치 1) (도움말)
121. 1 2  Thomas, Robert McG. Jr. (1982년 11월 9일). “News Will Sell Building; Paper to Keep Its Offices”. 《The New York Times》. ISSN 0362-4331. 2015년 5월 24일에 원본 문서에서 보존된 문서. 2023년 4월 10일에 확인함.
122. ↑  Moritz, Owen (1982년 11월 9일). “Partnership Forms to Buy News Bldg.”. 《New York Daily News》. 5면. ISSN 2692-1251. 2020년 5월 30일에 확인함 – newspapers.com 경유.
123. ↑  “Tribune Finishes Sale Of Daily News Building”. 《The Wall Street Journal》. 1982년 12월 8일. 7면. ISSN 0099-9660. ProQuest 134688676. |id=에 templatestyles stripmarker가 있음(위치 1) (도움말)
124. ↑  Kuntz, Mary; Crowe, Kenneth C. (1990년 1월 18일). “Last Great Battle at the News' Tabloid, Unions Prepare for a Contract Showdown”. 《Newsday》. ISSN 2574-5298. ProQuest 278160859. |id=에 templatestyles stripmarker가 있음(위치 1) (도움말)
125. ↑  “Tribune Co. To Sell Daily News Building”. 《The Wall Street Journal》. 1982년 11월 9일. 23면. ISSN 0099-9660. ProQuest 134689141. |id=에 templatestyles stripmarker가 있음(위치 1) (도움말)
126. 1 2  Depalma, Anthony (1984년 11월 28일). “About Real Estate; Offices Are Replacing Presses in Daily News Building”. 《The New York Times》. ISSN 0362-4331. 2018년 1월 30일에 원본 문서에서 보존된 문서. 2020년 5월 24일에 확인함.
127. 1 2  Lipman, Joanne (1985년 7월 1일). “Unfixed Assets: Real Estate Is Turning Into Big Source of Cash For Many Companies It Is Often Used to Finance Restructurings and Start Or Fend Off Takeovers But an REIT Proves Costly”. 《The Wall Street Journal》. 1면. ISSN 0099-9660. ProQuest 135084215. |id=에 templatestyles stripmarker가 있음(위치 1) (도움말)
128. ↑  Lambert, Bruce (1994년 10월 16일). “Neighborhood Report: East Side; Daily News To Landlord: Drop Deal?”. 《The New York Times》. ISSN 0362-4331. 2023년 4월 13일에 확인함.
129. ↑  Rosenberg, Jim (1993년 11월 6일). “Spending to Expand and Modernize”. 《Editor & Publisher》 126 (45). 4P면. ProQuest 194275964. |id=에 templatestyles stripmarker가 있음(위치 1) (도움말)
130. 1 2  Scherreik, Susan (1994년 4월 6일). “About Real Estate; WPIX Is Taking More Space in Daily News Building”. 《The New York Times》. ISSN 0362-4331. 2023년 4월 13일에 확인함.
131. 1 2 3  McFadden, Robert D. (1994년 10월 22일). “Daily News Will Move From Landmark to W. 33d Street”. 《The New York Times》. ISSN 0362-4331. 2015년 5월 26일에 원본 문서에서 보존된 문서. 2020년 5월 24일에 확인함.
132. ↑  “We're Heading West”. 《New York Daily News》. 1994년 10월 22일. 254면. ISSN 2692-1251. 2023년 4월 13일에 확인함.
133. 1 2 3 4 5 6  Garneau, George (1995년 5월 13일). “N.Y. Daily News Departs Its Namesake Building”. 《Editor & Publisher》. 128권 19호. 25쪽. ProQuest 194279224. |id=에 templatestyles stripmarker가 있음(위치 1) (도움말)
134. ↑  Deutsch, Claudia H. (1996년 1월 14일). “Commercial Property/Looking Back, And Ahead;Outlook: Cloudy, With Silver Linings”. 《The New York Times》. ISSN 0362-4331. 2023년 4월 13일에 확인함.
135. 1 2  Oser, Alan S. (1996년 9월 15일). “New Hands Take Reins at Big Manhattan Properties”. 《The New York Times》. ISSN 0362-4331. 2023년 4월 13일에 확인함.
136. ↑  Feldman, Amy (1996년 4월 1일). “Properties Near Grand Central Luring Tenants”. 《Crain's New York Business》. 12권 14호. 24쪽. ProQuest 219153977. |id=에 templatestyles stripmarker가 있음(위치 1) (도움말)
137. ↑  Grant, Peter (1996년 9월 16일). “Ad Firm Adds”. 《New York Daily News》. 146면. ISSN 2692-1251. 2023년 4월 13일에 확인함.
138. 1 2  Bagli, Charles V. (2001년 5월 10일). “Metro Business Briefing: News On Old News Building”. 《The New York Times》. ISSN 0362-4331. 2015년 5월 27일에 원본 문서에서 보존된 문서. 2020년 5월 24일에 확인함.
139. ↑  Halbfinger, David M. (1997년 6월 4일). “Lease for Omnicon In News Building”. 《The New York Times》. ISSN 0362-4331. 2018년 1월 4일에 원본 문서에서 보존된 문서. 2020년 5월 30일에 확인함.
140. ↑  Croghan, Loew (2001년 3월 12일). “A Plant to Swap Black Rock for the Great White Way”. 《Crain's New York Business》. 17권 11호. 12쪽. ProQuest 219156985. |id=에 templatestyles stripmarker가 있음(위치 1) (도움말)
141. ↑  Herman, Eric (2001년 6월 5일). “Mad Ave. Bldg. Goes for 110M”. 《New York Daily News》. 50면. ISSN 2692-1251. ProQuest 305684882. |id=에 templatestyles stripmarker가 있음(위치 1) (도움말)
142. 1 2  Diop, Julie Claire (2002년 12월 10일). “SL Green Planning to Buy Former Daily News Building”. 《Newsday》. A67면. ISSN 2574-5298. ProQuest 279627336. |id=에 templatestyles stripmarker가 있음(위치 1) (도움말)
143. 1 2  Hall, Miriam (2020년 3월 25일). “SL Green's Plan To Sell The New York Daily News Building Comes Apart”. 《Bisnow》. 2021년 1월 23일에 원본 문서에서 보존된 문서. 2020년 5월 31일에 확인함.
144. ↑  Bockmann, Rich (2019년 1월 22일). “SL Green Looks to Sell News Building in Midtown”. 《The Real Deal》. 2020년 7월 17일에 원본 문서에서 보존된 문서. 2020년 5월 31일에 확인함.
145. ↑  Small, Eddie; Bockmann, Rich (2019년 10월 1일). “SL Green Selling Daily News Building for $815M”. 《The Real Deal New York》. 2020년 5월 17일에 원본 문서에서 보존된 문서. 2020년 5월 31일에 확인함.
146. ↑  Cunningham, Cathy; Gangar, Sarika (2019년 10월 1일). “Jacob Chetrit Acquiring SL Green's News Building for $815M”. 《Commercial Observer》. 2025년 4월 11일에 확인함.
147. ↑  “Jacob Chetrit Pulls out of $815M Daily News Building Deal; SL Green Keeps His $35M Deposit”. 《The Real Deal New York》. 2020년 3월 25일. 2020년 5월 26일에 원본 문서에서 보존된 문서. 2020년 5월 31일에 확인함.
148. ↑  Putzier, Konrad (2020년 3월 25일). “SL Green's $815 Million Deal to Sell New York City Office Tower Falls Apart”. 《The Wall Street Journal》. ISSN 0099-9660. 2020년 5월 28일에 원본 문서에서 보존된 문서. 2020년 5월 31일에 확인함.
149. ↑  Deffenbaugh, Ryan (2020년 5월 26일). “SL Green Sues Chetrit over Failed Daily News Building Deal”. 《Crain's New York Business》. 2021년 8월 3일에 원본 문서에서 보존된 문서. 2021년 8월 3일에 확인함.
150. ↑  Hall, Miriam (2020년 5월 27일). “SL Green Is Suing Chetrit For $35M Over Spiked Manhattan Building Sale”. 《Bisnow》. 2021년 8월 3일에 원본 문서에서 보존된 문서. 2021년 8월 3일에 확인함.
151. ↑  Bockmann, Rich (2020년 9월 24일). “SL Green, Jacob Chetrit Settle Daily News Building Lawsuit”. 《The Real Deal New York》. 2021년 8월 2일에 원본 문서에서 보존된 문서. 2021년 8월 2일에 확인함.
152. ↑  Sun, Kevin (2020년 7월 13일). “These Were the Largest Manhattan Real Estate Loans in June”. 《The Real Deal New York》. 2020년 7월 14일에 원본 문서에서 보존된 문서. 2020년 7월 14일에 확인함.
153. 1 2 3  Burke, Mack (2020년 6월 23일). “Lending Consortium Refis SL Green's News Building With $510M Loan”. 《Commercial Observer》. 2020년 7월 14일에 원본 문서에서 보존된 문서. 2020년 7월 14일에 확인함.
154. ↑  Sun, Kevin (2021년 7월 22일). “SL Green Unfazed by Concerns About Delta Variant”. 《The Real Deal New York》. 2021년 8월 2일에 원본 문서에서 보존된 문서. 2021년 8월 2일에 확인함.
155. ↑  Echikson, Julia; Loria, Keith (2021년 7월 22일). “SL Green Unloads 49 Percent Stake in Daily News Building”. 《Commercial Observer》. 2021년 8월 2일에 원본 문서에서 보존된 문서. 2021년 8월 2일에 확인함.
156. ↑  “SL Green Signs Three at 220 E. 42nd Street Covering 133,600 Square Feet”. 《SL Green》. 2010년 10월 22일. 2012년 10월 2일에 원본 문서에서 보존된 문서. 2012년 7월 4일에 확인함.
157. ↑  Weprin, Alex (2023년 4월 26일). “Amid TV News Chaos, NewsNation Kicks Off Expansion Push: "We Are Upsizing"”. 《The Hollywood Reporter》. 2024년 7월 18일에 확인함.
158. ↑  Malone, Michael (2023년 4월 25일). “NewsNation, WPIX New York Christen New Facility in Manhattan”. 《Broadcasting Cable》. 2024년 7월 18일에 확인함.
159. ↑  “SL Green Inks 308,000 Sq. Ft. 30-Year Leasehold Condominium Conveyance at 220 East 42nd Street to Visiting Nurse Service of New York”. 《SL Green》. 2016년 9월 28일. 2020년 8월 14일에 원본 문서에서 보존된 문서. 2020년 5월 30일에 확인함.
160. ↑  Baird-Remba, Rebecca (2022년 3월 7일). “UN Women Renews for 85K SF at Daily News Building”. 《Commercial Observer》. 2022년 3월 27일에 원본 문서에서 보존된 문서. 2022년 5월 17일에 확인함.
161. ↑  Gourarie, Chava (2019년 2월 8일). “Young Adult Institute Relocates to SL Green's 220 East 42nd Street”. 《Commercial Observer》. 2020년 9월 28일에 원본 문서에서 보존된 문서. 2020년 9월 14일에 확인함.
162. ↑  “U.N. Women Takes 85,000 S/F At 220 East 42nd Street”. 《Real Estate Weekly》. 2011년 4월 27일. 2021년 1월 24일에 원본 문서에서 보존된 문서. 2020년 9월 14일에 확인함.
163. ↑  Hallum, Mark (2024년 11월 25일). “Brazilian Government Doubles Footprint in the Daily News Building”. 《Commercial Observer》. 2025년 3월 24일에 확인함.
164. 1 2 3  Robins 1981, 13쪽.
165. 1 2 3  Stern, Gilmartin & Mellins 1987, 579쪽.
166. ↑  Scarlett, Frank (1929년 5월 5일). “An English Architect's Impression of American Architecture and Allied Arts”. 《American Architect》. 135권. 563쪽.
167. 1 2  Robins 1981, 16쪽; Robins 1998, 7쪽.
168. 1 2  Murchison 1930, 533 (PDF p. 9)쪽.
169. 1 2  《Modern Architecture International Exhibition》 (PDF). Museum of Modern Art. 1932. 130 (PDF p. 133)쪽. 2020년 6월 6일에 원본 문서 (PDF)에서 보존된 문서. 2020년 5월 31일에 확인함.
170. ↑  North, Arthur T. (1931). 《Raymond M. Hood》. Whittlesey House, McGraw-Hill Book Company. 11쪽.
171. ↑  Robins 1981, 13–14쪽.
172. ↑  “Raymond Hood”. 《The New York Times》. 1934년 8월 15일. 16면. ISSN 0362-4331. ProQuest 101251559. |id=에 templatestyles stripmarker가 있음(위치 1) (도움말)
173. ↑  Corbett, Harvey Wiley (September 1934). “Raymond Mathewson Hood, 1881–1934”. 《Architectural Forum》. 61권. 28쪽.
174. ↑  “Hood”. 《Architectural Forum》. 62권. February 1935. 131쪽, cited in Robins 1981, 14쪽.
175. ↑  Goldberger, Paul (1979). 《The City Observed, New York : A Guide to the Architecture of Manhattan》. Random House. 135쪽. ISBN 978-0-394-50450-6. OCLC 4835328.
176. ↑  “More Guff About Buildings”. 《New York Daily News》. 1931년 5월 22일. 249면. ISSN 2692-1251. 2020년 5월 28일에 확인함 – newspapers.com 경유.
177. ↑  Robins 1981, 13쪽; Robins 1998, 6쪽.
178. 1 2  Robins 2017, 79쪽.
179. 1 2  Robins 1981, 16쪽.
180. ↑  Jackson, Huson (1952). “New York Architecture, 1650–1952”. 19쪽  – Internet Archive 경유.
181. ↑  Burchard, John; Bush-Brown, Albert (1967). 《The Architecture of America: A Social and Cultural History》. Victor Gollancz Ltd. 286쪽.
182. ↑  Robinson, Carter; Haag Bletter, Rosemarie (1975). 《Skyscraper Style: Art Deco, New York》. Oxford University Press. 26쪽. ISBN 978-0-19-501873-8. 2020년 6월 4일에 원본 문서에서 보존된 문서. 2020년 5월 31일에 확인함.
183. ↑  McGivena 1969, 185쪽.
184. ↑  Robins 1981, 12쪽; Robins 1998, 6쪽.
185. ↑  Stern, Gilmartin & Mellins 1987, 569쪽.
186. ↑  Nash, Eric (1999). 《Manhattan Skyscrapers》. Princeton Architectural Press. 59쪽. ISBN 978-1-56898-181-9.
187. ↑  Dunlap, David W. (2001년 11월 14일). “150th Anniversary: 1851–2001; Six Buildings That Share One Story”. 《The New York Times》. ISSN 0362-4331. 2020년 7월 14일에 원본 문서에서 보존된 문서. 2020년 5월 30일에 확인함.
188. ↑  Davidson, Justin (2017년 4월 9일). “An Interactive History of 42nd Street's Dramatic Transformation Over 164 Years”. 《Intelligencer》. 2023년 4월 13일에 확인함.
189. ↑  “Hearing on Landmarks Scheduled for April 12”. 《The New York Times》. 1966년 4월 3일. R10면. ISSN 0362-4331. ProQuest 117197424. |id=에 templatestyles stripmarker가 있음(위치 1) (도움말)
190. 1 2 3  Robins 1981, 1쪽.
191. ↑  “The News Building”. 미국 국립공원관리청. 2007년 9월 11일. 2011년 6월 5일에 원본 문서에서 보존된 문서. 2007년 9월 12일에 확인함.
192. ↑  Pitts, Carolyn (1989년 2월 9일). “Daily News Building (Text)”. 《National Register of Historic Places Registration》. United States Department of the Interior, 미국 국립공원관리청. 2023년 4월 10일에 원본 문서 (PDF, 718 KiB)에서 보존된 문서. 2011년 10월 15일에 확인함.
193. ↑  “Daily News Building—Accompanying Photos, Exterior, From 1979 and 1981”. 《National Register of Historic Places Inventory》. 미국 국립공원관리청. 1989년 2월 9일. 2023년 4월 10일에 원본 문서 (PDF, 241 KiB)에서 보존된 문서. 2011년 10월 15일에 확인함.
194. ↑  Robins 1998, 1쪽.
195. ↑  McNamara, Kevin R. (1996). 《Urban Verbs: Arts and Discourses of American Cities》. Stanford University Press. 112–113쪽. ISBN 978-0-8047-2645-0.
196. 1 2  Stamp, Jimmy (2013년 6월 14일). “The Daily Planet in Film and Television”. 《Smithsonian Magazine》. 2019년 12월 22일에 원본 문서에서 보존된 문서. 2020년 5월 30일에 확인함.
197. ↑  Alleman, Richard (2013). 《New York: The Movie Lover's Guide: The Ultimate Insider Tour of Movie New York》. Crown. 47–48쪽. ISBN 978-0-8041-3778-2.
198. ↑  “Superman: The Movie Filming at the Daily News”. 《New York Daily News》. 2018년 4월 18일. ISSN 2692-1251. 2021년 1월 23일에 원본 문서에서 보존된 문서. 2020년 5월 30일에 확인함.
199. ↑  Offenhartz, Jake (2017년 7월 13일). “The 'Superman' Cinematographer Thought He Was Responsible For The Blackout Of 1977”. 《Gothamist》. 2020년 5월 31일에 확인함.
200. ↑  Mankiewicz, Tom; Crane, Robert David (2012년 5월 8일). 《My Life as a Mankiewicz: An Insider's Journey Through Hollywood》. University Press of Kentucky. 200쪽. ISBN 978-0-8131-3605-9.